# Anoteropsis adumbrata
Anoteropsis adumbrata är en spindelart som först beskrevs av Arthur Urquhart 1887.  Anoteropsis adumbrata ingår i släktet Anoteropsis och familjen vargspindlar. Inga underarter finns listade i Catalogue of Life.